# Princesa de Broglie
Princesa de Broglie (Princesse de Broglie) es un retrato de 1853 obra de Jean-Auguste-Dominique Ingres exhibido en el Museo Metropolitano de Arte. Elaborado entre 1851 y 1853, el cuadro muestra a Pauline de Broglie, esposa de Albert de Broglie, XVIII primer ministro de Francia.
Pauline tenía veintiocho años de edad al momento de la terminación de la pintura. Dotada de una gran inteligencia y conocida por su belleza y profundos sentimientos religiosos, era extremadamente tímida, capturando el pintor su melancolía en el retrato. Pauline contrajo tuberculosis poco después, muriendo en 1860 a los treinta y cinco años. Su esposo, profundamente desolado tras su muerte, murió en 1901 sin haber vuelto a casarse.
En la fase de preparación de la obra, Ingres realizó varios estudios a lápiz, cada uno de los cuales capta la personalidad de la modelo y su sentido del gusto. Dichos estudios muestran a Pauline en diferentes poses, incluyendo dibujos en los que se la representa de pie así como luciendo vestidos en diferentes estilos, siendo la pintura considerada uno de los mejores retratos femeninos de la última etapa del artista, junto con el retrato de la condesa de Haussonville, el retrato de Rothschild y el retrato de Madame Moitessier. Al igual que muchos retratos femeninos de Ingres, los detalles del traje y el decorado aparecen representados con una precisión fría, mientras que el cuerpo de la modelo parece carecer de una estructura ósea sólida.

## Comisión
Joséphine-Éléonore-Marie-Pauline de Galard de Brassac de Béarn (1825-1860) contrajo matrimonio el 18 de junio de 1845 con Albert de Broglie, con quien tuvo cinco hijos. Pese a no pertenecer a la realeza, ambos eran llamados príncipe y princesa respectivamente. Pauline era poseedora de una gran inteligencia así como de profundos sentimientos religiosos, siendo además una mujer aficionada a la lectura y dedicando parte de su vida a escribir textos. Su timidez era ampliamente conocida; considerada extremadamente bella y encantadora, sus allegados solían evitar mirarla directamente a los ojos con el fin de no avergonzarla. Albert, quien sentía devoción por su esposa, comisionó la pintura a Ingres tras haberse sentido impresionado por el retrato de 1845 de su hermana, la condesa de Haussonville. Albert contactó con Ingres alrededor de 1850 con el fin de encargar el cuadro. El pintor cenó con la familia Broglie en enero del mismo año, y de acuerdo con un testigo ocular, "parecía estar muy feliz con su modelo".
A pesar de que los principales ingresos de Ingres provenían de los retratos, esta labor lo apartaba de su verdadero interés, la pintura de carácter histórico, la cual pese a constituir sus inicios como pintor, no le resultaba tan lucrativa como los retratos. Tras gozar de la aclamación de la crítica en la década de 1840, Ingres obtuvo la suficiente fama como para no tener que depender de encargos, por lo que esta obra constituye su penúltimo retrato femenino.
Influenciado por los métodos de trabajo de Jacques-Louis David, Ingres llevó a cabo varios estudios preparatorios, empleando para ello a modelos profesionales. Asimismo, Ingres construyó una imagen de la estructura anatómica subyacente de la modelo, tal y como puede apreciarse en el estudio conservado en el Museo Bonnat, antes de decidir cómo elaborar el traje y los accesorios. Pese a no existir registros acerca de la comisión y a resultar desconocido con exactitud el proceso de elaboración, los estudios pueden datarse de 1850, año en que el traje de noche que Pauline luce en el retrato se puso de moda.
Pauline murió en 1860 a los treinta y cinco años. Tras su deceso, su esposo publicó tres volúmenes de sus ensayos sobre historia religiosa. Albert (quien se convirtió en el XVIII primer ministro de Francia en 1873), vivió hasta 1901, no habiendo vuelto a casarse. Conservó el retrato, en recuerdo de su esposa, envuelto en tela y oculto tras una cortina de terciopelo, permitiendo su exhibición únicamente en exposiciones selectas. Tras su muerte, la obra pasó por varios miembros de la familia hasta que en 1958 fue vendida al Museo Metropolitano de Arte a través del banquero y coleccionista de arte Robert Lehman, encontrándose expuesta actualmente en el ala Lehman. La familia conservó la mayor parte de las joyas y accesorios representados en el cuadro, siendo las plumas de marabú mostradas en el mismo vendidas al Costume Institute del Museo Metropolitano.

## Estudios preparatorios
Existen un reducido número de estudios preparatorios para el retrato de Broglie en comparación con otras obras de la última etapa de Ingres como retratista, siendo probable que los faltantes hayan sido destruidos o se hayan perdido. La técnica común de Ingres consistía en emplear bocetos tanto para la composición final de la obra como para servir de guía a los ayudantes en quienes confiaba la elaboración de los detalles de menor importancia.

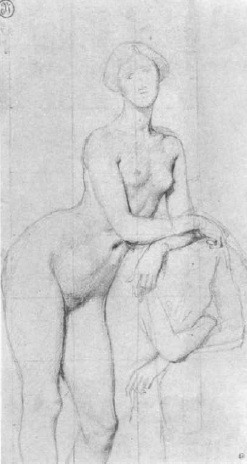
Estudio preparatorio para el retrato Princesa de Broglie (1852-1853) (Museo Bonnat).

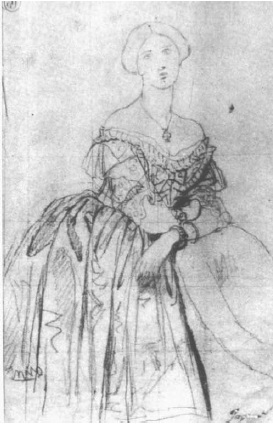
Estudio preparatorio para el retrato Princesa de Broglie (1852-1853).

Los bocetos existentes, realizados en grafito sobre papel y papel calco, datan de entre 1850 y 1853, variando en lo relativo a la elaboración y los detalles y dejando ver la idea de Ingres acerca de la forma y la pose de la modelo. El primero de los estudios consiste en un sencillo boceto de la princesa sentada. Otro estudio preparatorio de tres cuartos representa a la modelo desnuda en la pose final, en el cual el artista experimenta con dos posiciones distintas de los brazos cruzados. Un tercer boceto, también de tres cuartos, muestra la figura de Pauline completamente vestida, mientras que otro estudio se centra en sus manos. Un dibujo terminado el cual muestra a la princesa de pie con su mano izquierda sobre el cuello luciendo un vestido más sencillo que el mostrado en la pintura final constituye o bien un estudio preliminar o bien un trabajo independiente. Junto con estos cinco bocetos, se considera que un número similar de los mismos se han perdido.
Los motivos centrales de la pintura fueron establecidos ya en los primeros estudios preliminares, en los cuales figuran su rostro ovalado, sus cejas arqueadas, y el hábito de ocultar su brazo derecho entre la tela de la manga opuesta. Ingres encontró dificultades en las sesiones debido a su obsesión por los detalles, escribiendo a su amigo y patrón Charles Marcotte que estaba "matando (sus) ojos en el fondo de la Princesa de Broglie, el cual estoy pintando en su casa, y eso me ayuda a avanzar mucho; pero, ay, cómo me hacen sufrir estos retratos, y éste será seguramente el último, a excepción, no obstante, del retrato de Delphine (su segunda esposa)".

## Composición
La Princesa de Broglie muestra una imagen de tres cuartos, con los brazos de la modelo apoyados sobre un lujoso sillón tapizado de damasco en color dorado pálido. La cabeza está inclinada hacia la izquierda del espectador, con el cabello de color negro fuertemente sujeto con cintas azules de raso. Pauline aparece retratada en la casa familiar, situada en el número 90 de la rue de l'Université en París, luciendo un vestido de noche, lo cual indica su intención de acudir a una velada. El vestido, las joyas y el mobiliario se corresponden con la moda parisina del momento, particularmente con la opulencia del Segundo Imperio. Pauline luce un vestido de fiesta con falda de aro de satén azul pálido con encaje y rivete, el cual deja los hombros al descubierto, así como un mantón blanco bordado en color dorado el cual se halla extendido sobre el sillón. Su pelo está asimismo cubierto con un volante recortado a juego con el vestido. Entre sus accesorios se incluyen un collar, pendientes con borlas y brazaletes en ambas muñecas.
El collar está sujeto por una cadena de doble bucle que sostiene un colgante de oro, el cual parece ser una bula romana original, cuya cruz simboliza la piedad de la princesa, habiendo sido diseñado por Fortunato Pio Castellani o por Mellerio, conocido como Meller. Sus pendientes están compuestos por cascadas de perlas naturales, portando de igual modo en su muñeca derecha un brazalete de perlas cortadas; la parte más visible del mismo está compuesto de esmalte rojo y diamantes engastados en oro.
Al igual que otros retratos femeninos de Ingres, el cuerpo de la modelo parece carente de una sólida estructura ósea. Su cuello aparece inusualmente alargado, mientras que sus brazos parecen no tener huesos o estar dislocados, sobre todo el brazo izquierdo, el cual da la impresión de carecer de musculatura. Su rostro ovalado y expresión facial están idealizados, careciendo del nivel de detalle presente en otros elementos del primer plano de la obra. El retrato está compuesto por tonalidades grises, blancas, azules, amarillas y doradas. El traje y el decorado están pintados con tanta precisión y realismo que los historiadores de arte han comparado el cuadro con la obra de Jan van Eyck. En muchos aspectos, la pintura es austera; el historiador de arte Robert Rosenblum la describe como "frialdad vidriosa" y "asombrosas armonías cromáticas que, para un frescor exquisito, plateado, tal vez sólo sean rivalizadas por Vermeer".
La pintura contiene, asimismo, varios retoques, destacando el del contorno del cabello y el de la silla. Las bandas horizontales, posiblemente empleadas con el fin de trazar el posicionamiento, miden alrededor de 2,5 centímetros de ancho, estando compuestas de pintura amarilla a ambos lados de la cabeza, cerca de los pendientes. Por otro lado, el sombrero negro ubicado en la silla parece ser un añadido posterior. Hay varias zonas visibles en el lienzo en las que el artista parece haber dibujado sombras y posiciones presentes en los estudios preliminares, entre las que se incluyen líneas trazadas alrededor del hombro izquierdo y en la zona del busto así como en la garganta y en el borde superior del corpiño.
En comparación con el retrato de la condesa de Haussonville y con otros retratos posteriores, el fondo del cuadro de la princesa es plano y carente de detalles, probablemente con el fin de destacar el escudo de armas presente en la parte superior derecha de la obra. La pared, de textura uniforme y subrayada con un pigmento azul intenso apenas perceptible, comprende una suave paleta neutral de gris con una estructura lineal compuesta por una moldura dorada de madera y un escudo de armas ficticio el cual combina la heráldicas de los apellidos Broglie y Bearn. Puede apreciarse también que el pintor firmó e indicó la fecha de la finalización de la obra en la parte central izquierda.
Este estilo cercano al minimalismo refleja la "elegancia ascética" típica de los primeros retratos de Ingres, donde el escenario era en ocasiones un decorado carente de rasgos distintivos. La precisión de los detalles y el fondo geométrico crean impresión de inmovilidad, mientras que un movimiento sutil se halla implícito en la inclinación de la cabeza y en los destellos brillantes de los pliegues del vestido.

## Marco

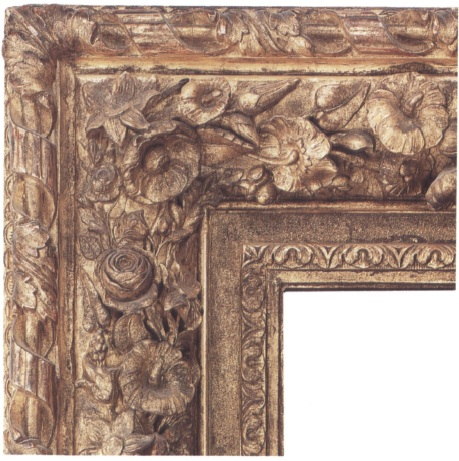
Detalle del marco del retrato.

El marco actual mide 157 cm de alto y 125,6 cm de ancho, realizado en madera de pino con una tonalidad rosa anaranjada y cubierto por una guirnalda dorada con motivos florales. Fue producido en los Estados Unidos entre 1950 y 1960 (época en que el Museo Metropolitano adquirió la obra) en estilo Luis XIII, muy de moda en la época de Ingres. Este marco es similar al empleado en el retrato de Madame Moitessier, el cual, datado de 1856, constituye probablemente el original. De hecho, se considera que el marco original del retrato de Broglie, terminado en 1860, era similar al marco actual.

## Recepción
La pintura permaneció en posesión de Ingres hasta 1854, cuando fue exhibida por primera vez en su estudio en el mes de diciembre junto con el retrato sin terminar de Madame Moitessier, el retrato de Lorenzo Bartolini y el cuadro Venus Anadyomene. Un crítico escribió que la pintura mostraba a Pauline "refinada, delicada, elegante hasta la punta de los dedos... una maravillosa encarnación de la nobleza". En general, la obra está considerada al mismo nivel que el retrato de la condesa de Haussonville y el de la baronesa de Rothschild.
El cuadro fue un éxito instantáneo, siendo ampliamente admirado así como objeto de varios escritos. La mayoría de los críticos entendieron la astucia de las deformaciones físicas, si bien un crítico, bajo el nombre de A. de. G., describió la obra como una "mujer enclenque, marchita, enfermiza; sus delgados brazos descansan en un sillón colocado frente a ella. M. Ingres ha representado de manera inaudita estos ojos grandes, velados, privados de la vista. Le ha dado a esta cara una expresión negativa que debe haber visto en la vida real, y la ha reproducido con un toque seguro".
La mayor parte de los críticos advirtieron la atención de Ingres por los detalles al describir la ropa, los accesorios y la decoración, con algunos de ellos invocando la precisión de van Eyck. Algunos críticos, a mayores, percibieron un atisbo de melancolía en los ojos de Pauline así como en su expresión.

## Galería de imágenes (detalles de la obra)

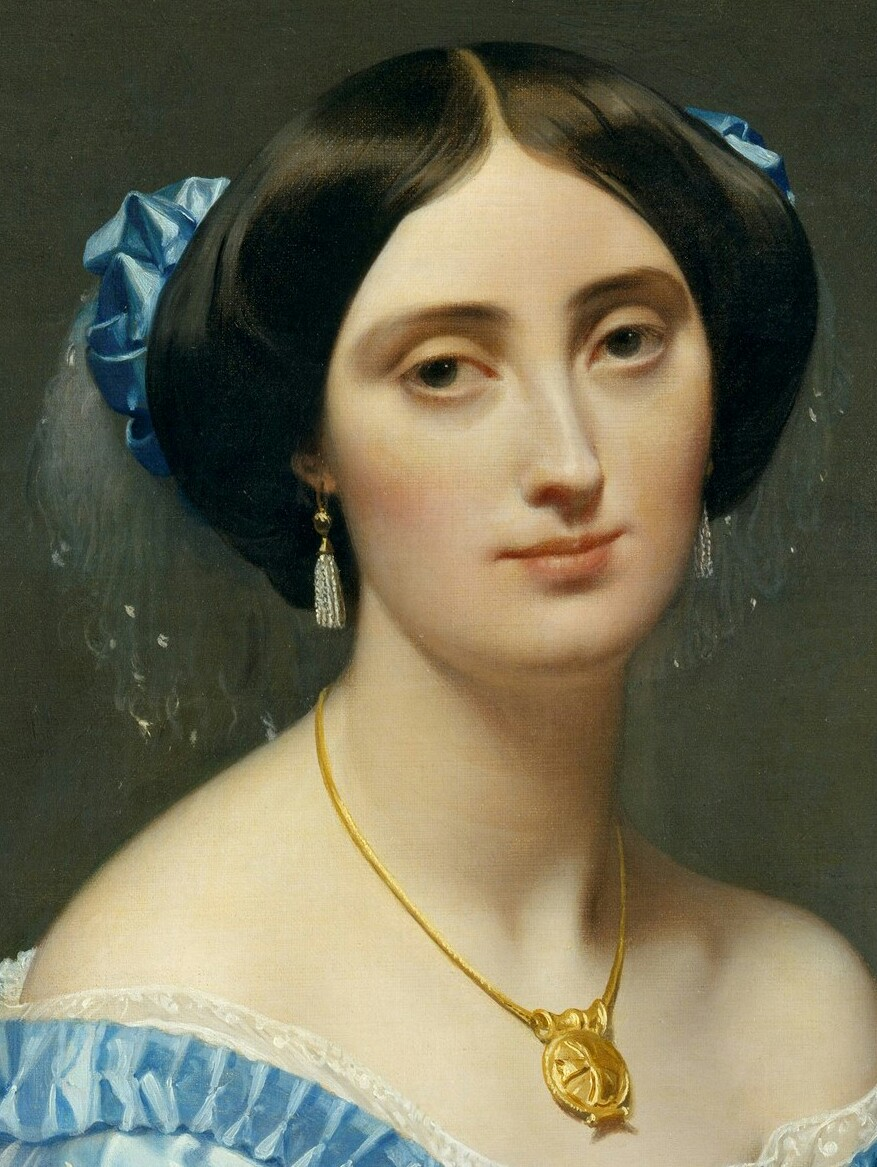
Detalle del rostro de Pauline, en el que pueden apreciarse el tocado, los pendientes y el collar.
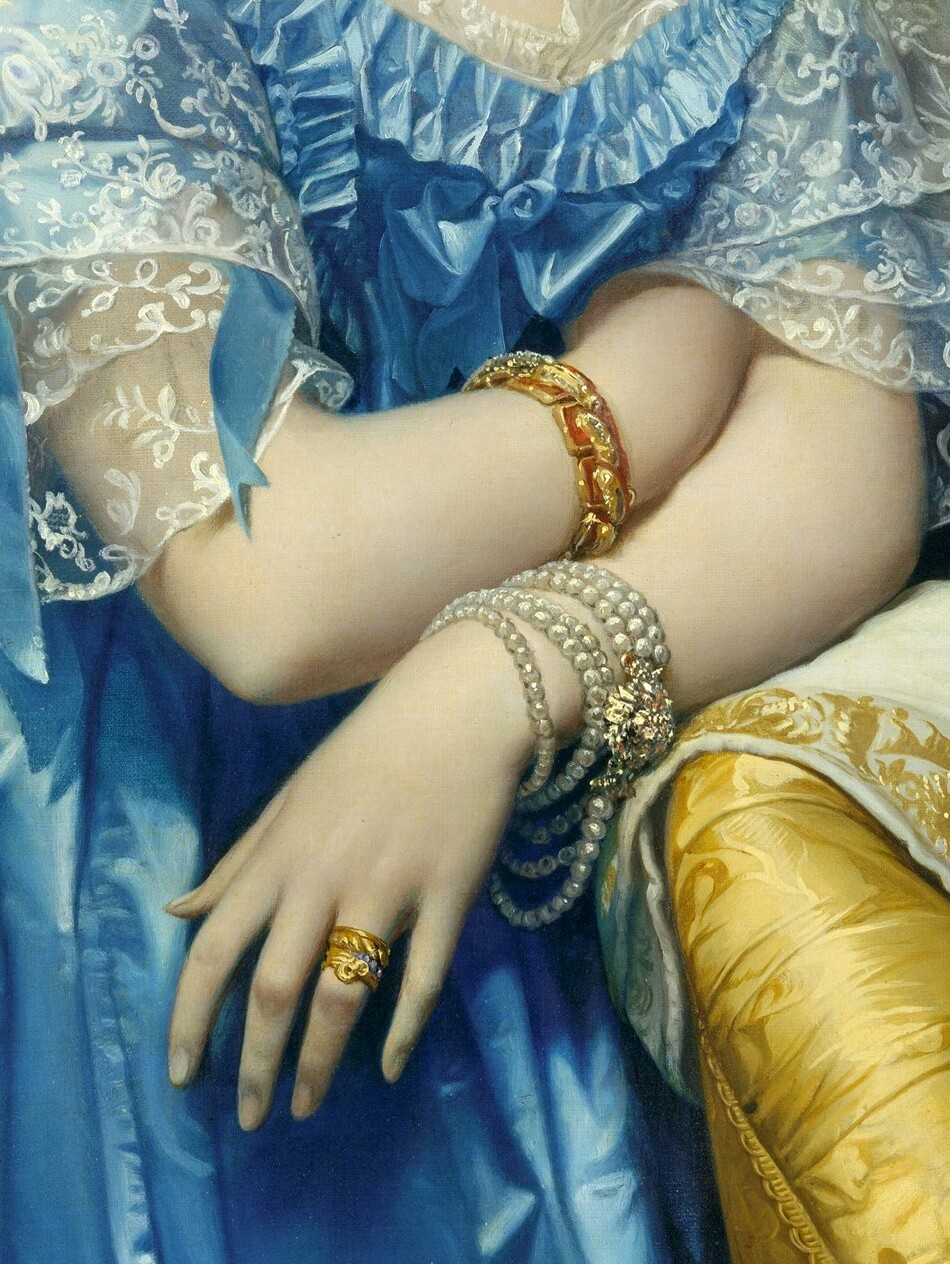
Detalle de los brazos de Pauline, donde pueden apreciarse el brazalete de la muñeca derecha así como la pulsera de perlas y el anillo de la mano izquierda.
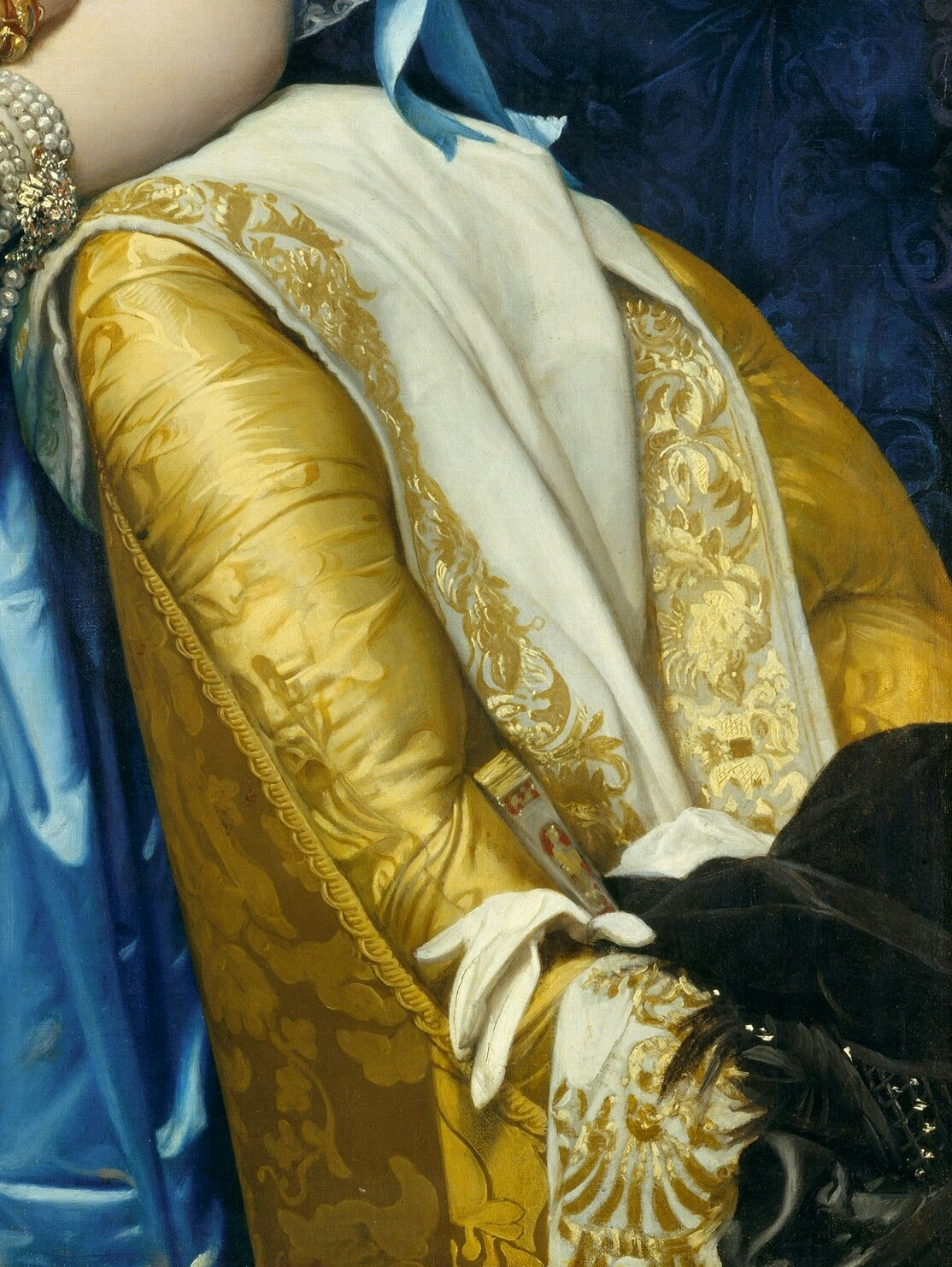
Detalle del sillón, en el que pueden apreciarse, entre otros elementos, un sombrero, un guante y un abanico.
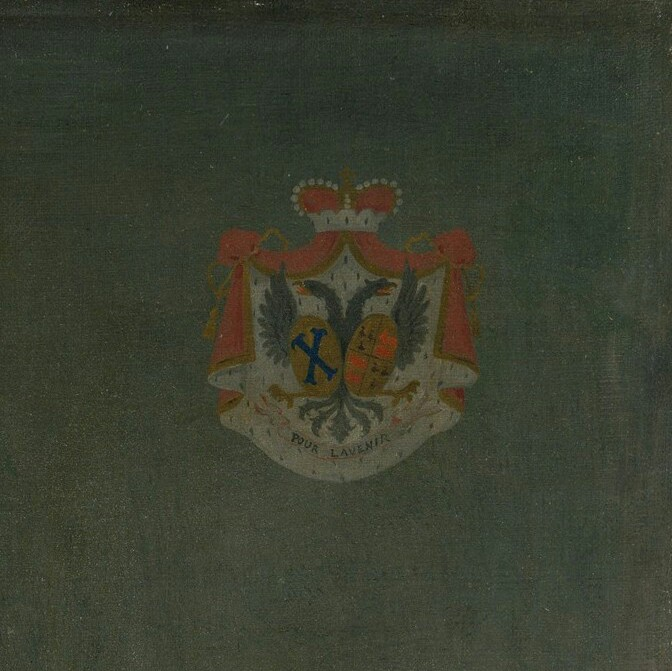
Detalle del escudo de armas.
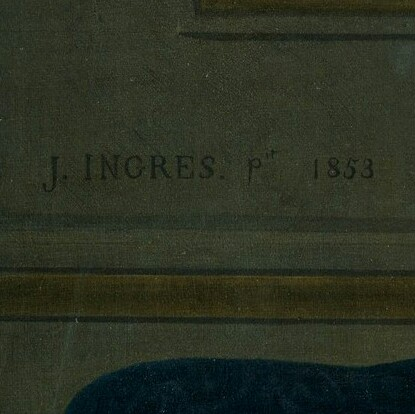
Detalle de la firma de Ingres.